# Tristagma sessile
Tristagma sessile là một loài thực vật có hoa trong họ Amaryllidaceae. Loài này được (Phil.) Traub miêu tả khoa học đầu tiên năm 1963.